# Štefan Kardoš
Štefan Kardoš, slovenski pesnik, pisatelj, urednik, prevajalec in učitelj, * 1966.
Štefan Kardoš je otroštvo preživel v Križevcih v Prekmurju, kjer je tudi obiskoval prva dva razreda osnovne šole, ostalih šest pa  v Gornjih Petrovcih. V Murski Soboti je končal Srednjo ekonomsko šolo, po kateri je bil poslan na obvezno služenje vojaškega roka v Valjevo. Na Filozofski fakulteti v Ljubljani je diplomiral iz slovenščine in sociologije kulture in se zaposlil kot profesor na Dvojezični srednji šoli v Lendavi, kjer poučuje slovenščino. Živi in ustvarja v Murski Soboti.
Pesmi, prozo in strokovna besedila objavlja v slovenskih literarnih in strokovnih revijah, kot so Mentor, Dialogi, Sodobnost, Slavistična revija in Lindua. 
Skupaj z Robertom Titanom je pripravil in izdal zbornik Stolpnica na brazdah (2002), v katerem je predstavil mlajše prevajalce in strokovnjake s področja humanistike v Prekmurju. 2003 se je uvrstil skupaj s soavtorjema Normo Bale in Robertom Titanom Felixem med pet finalistov za nagrado kresnik, in sicer z romanom Sekstant. Bil je predsednik Slavističnega društva Prekmurja in Prlekije. Kot urednik je sodeloval tudi pri založbi Franc-Franc. 
Za roman Rizling polka (detektivska zgodba o iskanju očeta še nerojenega otroka lepe Rusinje) je leta 2008 prejel nagrado kresnik za najboljši slovenski roman. Žirija za podelitev književne nagrade kresnik časopisnega podjetja Delo je ta roman 23. junija 2008 izbrala za najboljši roman leta med 120 deli, dospelimi po razpisu. Pisatelju je bila nagrada svečano podeljena ob kresnem ognju na Rožniku v Ljubljani. V ožjem izboru nominirancev za nagrado so bili še Feri Lainšček, Dušan Šarotar in Nataša Kramberger ter Suzana Tratnik. Leta 2011 se je z romanom Pobočje sončnega griča uvrstil med pet finalistov za isto nagrado. Za avtorja je značilno, da v svojih romanih motivno in tematsko predstavlja pokrajino, v kateri je odraščal in v kateri živi, saj spominja na Križevce in Mursko Soboto, nekaj izsekov opisuje pokrajino onkraj Mure, pa tudi iz Lendave. V Delovih poletnih je objavil kratko zgodbo, ki je napoved novega romana o naših ljudeh v Betlehemu v ZDA. Tako je leta 2017 izdal roman Vse moje Amerike, kjer združuje zgodbo o dedu Šandorju Amerikancu in vnuku K.-ju.